# 格德島
格德島（英語：Gerd Island），是南極洲的島嶼，位於南奧克尼群島的科羅內申島南岸對開海域，處於斯泰訥角西南面2公里的挪威灣入口處東部，由挪威捕鯨者繪入地圖和命名，現時由南極條約體系管理。